# Carlo Barberini (1562–1630)
Carlo Barberini (28 de maio de 1562 - 26 de fevereiro de 1630) foi um nobre italiano da família Barberini, duque de Monterotondo e irmão de Maffeo Barberini, que foi eleito para o trono papal como Papa Urbano VIII.
Carlo Barberini era filho de Antonio Barberini e Camilla Barbadori. Como o seu filho mais velho, se tornou patriarca da família Barberini.
Em 1594, casou-se com Costanza Magalotti (1575-1644), filha de Vincenzo Magalotti e Clarice Capponi; e irmã de Lorenzo Magalotti.
Tiveram seis filhos, incluindo Taddeo Barberini, Francesco Barberini e Antonio Barberini (Antonio, o Jovem).  Quando o irmão de Barberini foi eleito para o trono papal como Papa Urbano VIII, Francesco e Antonio foram elevados a cardeal e a Taddeo foi dado o título de Príncipe de Palestrina, que depois passou para os sucessivos patriarcas Barberini.
Barberini não fugiu do célebre nepotismo de seu irmão, ele foi nomeado Gonfaloneiro da Igreja e Duque de Monterotondo, uma comuna italiana mais tarde comprada pelos Barberini.